# Streiftartsche

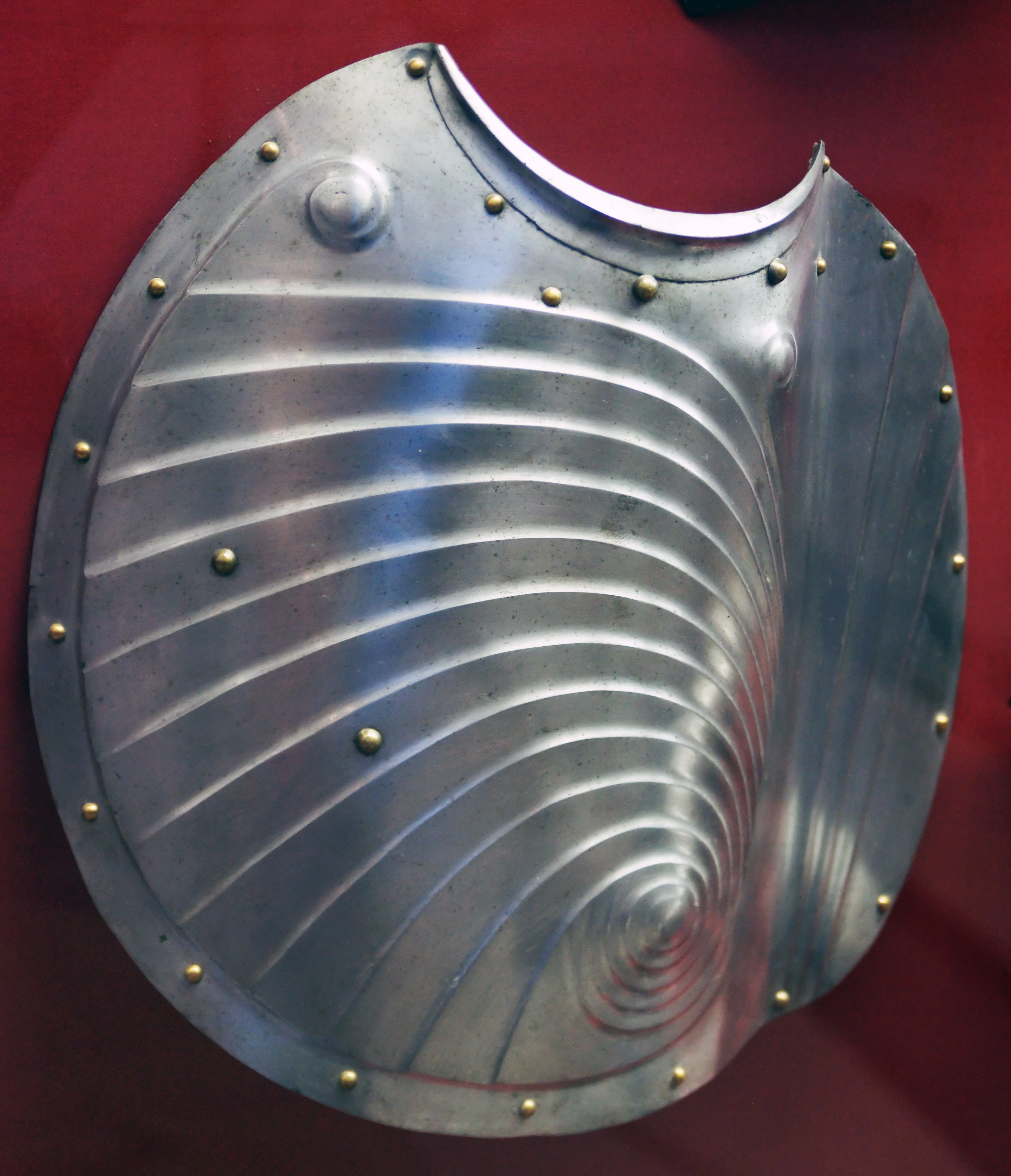
Streiftartsche von Maximilian I. um 1485

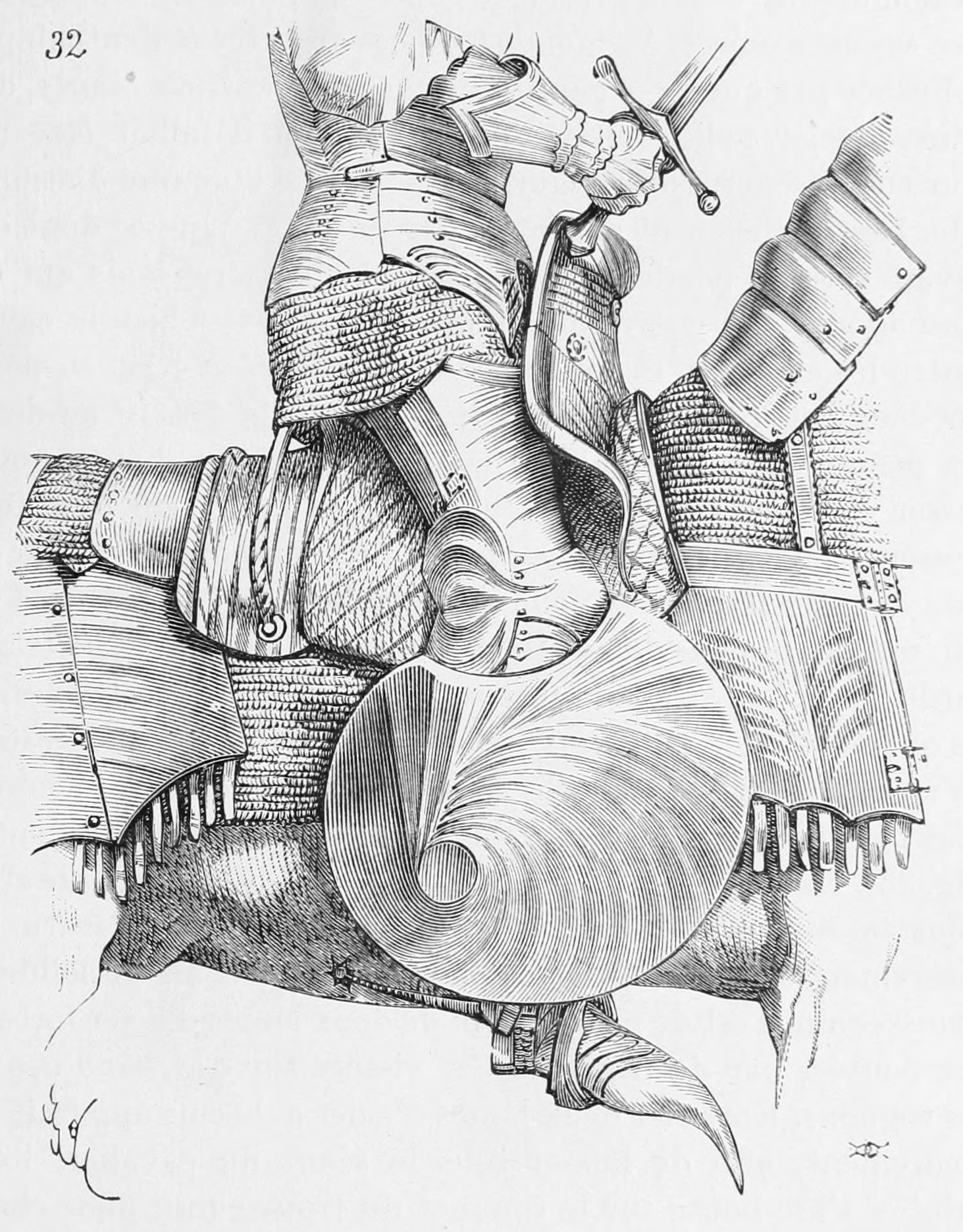
Falsch rekonstruierte Trageweise einer Streiftartsche (Zeichnung von Eugène Viollet-le-Duc): es handelt sich hier um eine linke(!) Streiftartsche, die (am rechten! Bein) zu tief sitzt, da sie eigentlich Oberschenkel und Knie schützen sollte

Eine Streiftartsche ist ein flacher, am Sattel hängender Schild zum Schutz der Oberschenkel eines Ritters während des Turniers des ausgehenden Spätmittelalters. Die Streiftartsche ist so konstruiert, dass eine Lanze bei einem Treffer die Rüstung nicht durchdringen kann, sondern an der Streiftartsche abgleitet.